# دهان‌گردان
دهان‌گِردان یا دهان‌گِردداران (نام علمی: Cyclostomata) نام یک بالارده از زیرشاخه مهره‌داران است.
در دهان‌گردان ستون مهره‌ها (مازه) به صورت استخوان‌بندی محوری در سراسر عمر جاندار باقی می‌ماند و به شکل میله‌ای باریک ژلاتینی که در بافت همبند سختی جای گرفته، می‌باشد. قسمت‌های استخوان‌بندی اصلی دیگر که همه غضروفی (کرجنی) است عبارتند از:
1. جمجمه که از کاسه سر و کپسول‌های حسی تشکیل یافته‌است.
2. داخل زبان، یک بافت غضروفی وجود دارد که اسکلت زبان به‌شمار می‌رود و از زبان نگهداری می‌کند. هم چنین حالت قیفی دهان را نیز یک غضروف حلقوی ایجاد می‌کند.